# Estadio Gran Parque Central
Az Estadio Gran Parque Central Uruguay fővárosában, Montevideóban található többrendeltetésű stadion, népszerűen csak Parque Centralnak nevezték. A Parque Centralt 1900-ban adták át a labdarúgó sportnak. 1930-ig Uruguayban a Parque Central volt a fő labdarúgó sporthelyszín. A centenárium évére épített Estadio Centenario szorította a második helyre. A Nacional csapat stadionja. Ebben a stadionban 1930. július 13-án  játszották az 1930-as labdarúgó-világbajnokságok első hivatalon nemzetek közötti mérkőzését, az Egyesült Államok-Belgium (3:0) találkozót. Erre a történelmi tényre a FIFA két alkalmon,  1987-ben és 2005-ben emlékezett meg egy nemzetközi labdarúgó torna keretében. A stadionban a négy fő lelátó a Nacional játékosok után az alábbi neveket viseli: Tribuna José María Delgado (észak) [a klub egykori elnöke], Tribuna Atilio García (dél), Talud Abdón Porte (nyugat), Talud Héctor Scarone (kelet) (a klub neves játékosai).